# Harpyia terrifica
Harpyia terrifica är en fjärilsart som beskrevs av Moritz Balthasar Borkhausen 1790. Harpyia terrifica ingår i släktet Harpyia och familjen tandspinnare. Inga underarter finns listade i Catalogue of Life.